# Chołatczachl
Chołatczachl (ros. Холатчахль; mans. Холат-Сяхл, Chołat-Siachł) – wznosząca się na wysokość 1096,7 m n.p.m. góra w Uralu Północnym, położona na granicy Republiki Komi i obwodu swierdłowskiego.

## Geografia
Administracyjnie Chołatczachl położona jest w okręgu miejskim Iwdel w obwodzie swierdłowskim. Jest częścią grzbietu Pojasowego Kamiena, 14 km na południe od niej znajduje się szczyt Otorten. Zarysy góry są miękkie, podobnie jak innych szczytów Uralu. Na górze występuje niewielka liczba wychodni serycytu – łupków kwarcytowych tworzących grupy niskich skał. Szczyt i zbocza pokryte są rozproszonymi łupkami, które pod koniec lat 20. XX wieku były częściowo nagie, porośnięte głównie porostami, a tylko w niewielkim stopniu trawą i krzewami jagodowymi. Na początku XXI wieku zaobserwowano, że do wysokości 700–750 m n.p.m. góra porośnięta jest lasem powyżej którego występują obszary roślinności tundrowej. Na szczycie znajduje się niewielki całkowicie płaski obszar.

## Etymologia
Nazwa góry pochodzi z języka mansyjskiego. W pracach rosyjskojęzycznych poświęconych Uralowi zapisywana jest jako Chole-Czachl (Холе-Чахль), Chołat-Siachl (Холат-Сяхль), Chołat-Siachł (Холат-Сяхл), Chołat-Siachył (Холат-Сяхыл), Chołatsiachył (Холатсяхыл) i Sołatczachł (Солатчахл). Według tłumaczenia zaproponowanego w 1929 przez Wierę Warsanofjewą, „Chołat-Siachł” oznaczać ma „Martwy Szczyt” (ros. Мёртвая вершина, Miortwaja wierszyna), ponieważ nie żyją na nim żadne zwierzęta, a roślinność ogranicza się jedynie do piargu i porostów. Innym wariantem tłumaczenia nazwy jest „Góra Umarłych” (ros. Гора мертвецов, Gora miertwiecow), mająca nawiązywać do podań Mansów o wielkiej powodzi i ludziach, którzy dawno temu zginęli na szczycie Chołatczachlu. Jak jednak wskazują rosyjscy badacze, ani takie tłumaczenie, ani podania nie występowały w żadnych pracach geograficznych i etnograficznych na temat Uralu przed 1959 rokiem, a zaczęły pojawiać się dopiero po tragedii na Przełęczy Diatłowa.
W dokumentach ze śledztwa prowadzonego w sprawie śmierci grupy Diatłowa góra nazywana jest „szczytem 1079” (ros. высота 1079, wysota 1079), zgodnie z oznaczeniem jej wysokości na mapach topograficznych sporządzonych przed 1963 rokiem. Na nowszych mapach wysokość góry to 1096,7 m n.p.m.

## Chołatczachl w kulturze popularnej
Chołatczachl pojawia się w utworach kultury popularnej związanych z tragedią grupy Diatłowa, takich jak chociażby film fabularny Tragedia na Przełęczy Diatłowa (2013), gra komputerowa Kholat (2015) czy serial telewizyjny Martwa góra: Tragedia na Przełęczy Diatłowa (2020).